# Fekete József (középiskolai tanár)
Fekete József (Baja, 1833. február 1. (keresztelés) – Boglár, 1897. október 29.) középiskolai tanár.

## Élete
Fekete Ferenc és Katatich Franciska fiaként született. 1854-től 1858-ig nevelő, 1858-60-ban a mennyiség és természettan hallgatója, 1861-ben magántanító volt. 1861. márciusban a pesti magyar királyi főgimnázium tanára lett, október 18-án ugyanott helyettes és miután 1866. március 3-án tanári vizsgát tett, szeptember 20-án rendes tanárnak neveztetett ki. 1879-ben nyugdíjazták és ezután egy nevelőintézet tulajdonosa volt Budapesten. Elhunyt 1897. október 29-én, örök nyugalomra helyezték 1897. október 31-én délután Bogláron, a római katolikus egyház szertartása szerint.
Felesége Szabó Ida volt, aki Negrini Ida néven énekelt olasz színpadokon.
Cikkeket írt a Magyar Néplapba (1856.), a Nép Ujságba (1859-60.) sat.
Szerkesztette az Ifjuság Lapját 1867-től 1870. február 20-ig és a Tanuló Ifjúság Lapját 1870. április 1-től november 15-ig Pesten.